# Guy Drut
Guy Drut (Oignies, 6 de dezembro de 1950) é um atleta francês, campeão olímpico e político, o qual conquistou a medalha de ouro nos Jogos Olímpicos de Verão de 1976 e a de prata nos Jogos Olímpicos de Verão de 1972, na modalidade de 110 metros com barreiras.

## Carreira
Nascido em Oignies, Pas-de-Calais, França, Drut conquistou a medalha de prata nos Jogos Olímpicos de Verão de 1972, em Munique, terminando atrás somente do estadunidense Rodney Milburn. No Campeonato da Europa de Atletismo de 1974, Drut conquistou a primeira colocação. Na olimpíada seguinte, venceu a corrida de 110 metros com barreiras, em um tempo de 13:30 à frente do cubano Alejandro Casañas e do americano Willie Davenport.

## Política
Após sua retirada como atleta, Guy iniciou sua participação em negócios e política, tendo um dos cargos ser Ministro dos Jovens nos Esportes na França, no governo conservativo de Alain Juppé entre 1995 e 1997.
Acabou sendo condenado nos tribunais franceses à 15 meses de prisão por aceitar supostos empregos e patrocínios políticos. Em 2006, o presidente Jacques Chirac anistiou Durt, o que causou uma grande polêmica e controvérsias entre a população; principalmente do presidente da Union pour un mouvement populaire, Nicolas Sarkozy.
Drut está servindo no Comissão do COI para a Avaliação das Olimpíadas 2016.